# Quararibea penduliflora
Quararibea penduliflora är en malvaväxtart som först beskrevs av A. St.-hil., och fick sitt nu gällande namn av Karl Moritz Schumann. Quararibea penduliflora ingår i släktet Quararibea och familjen malvaväxter. Inga underarter finns listade i Catalogue of Life.